# Isaac R. Trimble
Isaac Ridgeway Trimble (15 de mayo de 1802-2 de enero de 1888) fue un oficial del ejército de los Estados Unidos, ingeniero civil, destacado superintendente y ejecutivo de la construcción de ferrocarriles y general confederado en la guerra civil estadounidense. Nació en Virginia, vivió en Maryland durante gran parte de su vida adulta y regresó a Virginia en 1861 después de que Maryland no se separara. Trimble es más famoso por su papel como comandante de división en el asalto conocido como la Carga de Pickett en la batalla de Gettysburg. Fue herido gravemente en la pierna durante esa batalla, y quedó en el campo de batalla. Pasó la mayor parte del resto de la guerra como prisionero, y finalmente fue puesto en libertad condicional el 16 de abril de 1865, una semana después de que Robert E. Lee rindiera el Ejército de Virginia del Norte tras la batalla de Appomattox Court House.
Trimble nació en el condado de Frederick, Virginia, hijo de John y Rachel Ridgeway Trimble, y su familia se trasladó al condado de Culpeper, Virginia, poco después. De pequeño, tanto la madre como el padre de Trimble murieron de fiebre en poco tiempo, y él fue enviado a vivir con su hermanastro en Kentucky. Fue propuesto por el representante estadounidense Henry Clay para asistir a la Academia Militar de los Estados Unidos en West Point, Nueva York, de la que se graduó en 1822, en el puesto 17 de una clase de 42. Aunque destacó académicamente en el campo de la ingeniería, fue comisionado como teniente segundo de artillería. Sirvió durante diez años como teniente en el 3.er y 1.er regimiento de artillería de EE. UU., y dejó el ejército estadounidense en mayo de 1832, junto con cinco de sus compañeros de West Point, para dedicarse al incipiente negocio de la construcción de ferrocarriles
Trimble se casó dos veces: la primera, en 1831, con Maria Cattell Presstman de Charleston, Carolina del Sur, que murió en 1855; la segunda, con la hermana de ésta, Ann Ferguson Presstman. De su primer matrimonio tuvo dos hijos, David Churchill Trimble y William Presstman Trimble, que le sobrevivieron. Poco después de dejar el ejército, Trimble se trasladó a Maryland a instancias de su esposa, y posteriormente lo consideró su estado natal.
Ayudó a medir la ruta del ferrocarril de Baltimore y Ohio. Fue ingeniero de construcción del ferrocarril de Boston y Providence. Fue ingeniero jefe de los predecesores del Ferrocarril de Pensilvania, el Ferrocarril de Baltimore y Susquehanna, y del Ferrocarril de Filadelfia, Wilmington y Baltimore (bajo el mando del famoso presidente de la época de la guerra civil estadounidense, Samuel Morse Felton Sr.), donde fue responsable de la construcción de la estación de President Street, la terminal sur de la línea en el centro este de Baltimore en 1849-1850, que ahora es el depósito de trenes más antiguo de una gran ciudad que queda en Estados Unidos. Más tarde, Trimble pasó al Philadelphia and Baltimore Central Railroad. De 1859 a 1861, fue superintendente del Ferrocarril de Baltimore y Potomac.
Tras el tiroteo contra la instalación federal de Fort Sumter en el puerto de Charleston, en Carolina del Sur, a principios de abril de 1861, dirigió un contingente de la milicia del estado de Maryland para quemar los puentes del ferrocarril alrededor de Baltimore con el fin de impedir la entrada de más ejército regular federal o de la milicia estatal a través de la ciudad dividida y revuelta tras el conflicto sangriento de los disturbios de Pratt Street el 19 de abril de 1861, por orden del alcalde de Baltimore George William Brown y del gobernador de Maryland Hicks.

## Guerra Civil
Al comienzo de la Guerra Civil, Trimble participó en los esfuerzos por restringir el movimiento de las tropas de la Unión hacia Washington, D.C., quemando puentes al norte de Baltimore. Cuando se dio cuenta de que Maryland no se separaría de la Unión, regresó a Virginia y se unió al ejército provisional del estado de Virginia como coronel de ingenieros en mayo de 1861. Fue nombrado general de brigada del ejército de los Estados Confederados el 9 de agosto de 1861 y se le asignó la construcción de baterías de artillería a lo largo del río Potomac y, posteriormente, las defensas de Norfolk, Virginia. Se le dio el mando en el Ejército del Potomac (el predecesor del Ejército del Norte de Virginia), de una brigada que consistía en regimientos de cuatro estados diferentes, fusionándolos efectivamente en una sola unidad de combate.
Trimble entró por primera vez en combate como parte de la campaña de Thomas J. "Stonewall" Jackson en la primavera de 1862 en el valle de Shenandoah. Se distinguió en la batalla de Cross Keys al rechazar un ataque de las tropas de la Unión bajo el mando del mayor general John C. Frémont, y luego aprovechar la iniciativa para contraatacar y derrotarlas. Durante las batallas de los Siete Días bajo el mando de Jackson en las afueras de Richmond, Virginia, su brigada tuvo pocos enfrentamientos, pero luchó con fuerza en Gaines' Mill y trató de seguir el infructuoso asalto confederado a Malvern Hill con un ataque nocturno, pero su petición fue rechazada.
En la Campaña del Norte de Virginia, la brigada de Trimble tuvo una buena actuación en la batalla de Cedar Mountain y derrotó a una brigada de la Unión en Freeman's Ford a mediados de agosto. La brigada marchó con Jackson alrededor de la fuerza principal del mayor general John Pope y Trimble desempeñó un papel importante en la batalla de las operaciones de Manassas Station, tomando un depósito de suministros crítico en la retaguardia de Pope. La marcha forzada y la acción de Trimble en Manassas Station recibieron los elogios de Jackson, quien dijo que era "la más brillante que ha llegado a mis manos durante la presente guerra". Pope se vio obligado por esta maniobra a atacar las fuertes posiciones defensivas de Jackson y sufrió una severa derrota en la Segunda Batalla de Bull Run. Trimble fue herido en la pierna durante la batalla el 29 de agosto, resultando en una lesión tan grave que se especuló que fue alcanzado por una bala explosiva.
Aunque Trimble evitó la amputación de su pierna herida, su rehabilitación avanzó lentamente. Durante los meses siguientes, los médicos encontraron periódicamente fragmentos de hueso que debían ser extraídos. En noviembre, desarrolló una erisipela de campo y un probable caso de osteomielitis, y sus ambiciones de ascender al mando de la división quedaron en suspenso hasta que estuviera lo suficientemente bien como para volver al servicio activo. Dejó muy claro a sus colegas su deseo de ascender, y en una ocasión, antes de que el ejército se trasladara al norte, a Manassas, se le citó diciendo (probablemente con humor): "¡General Jackson, antes de que termine esta guerra, tengo la intención de ser un general de división o un cadáver!". Jackson le escribió una carta de recomendación contundente, aunque la matizó incluyendo la frase "No lo considero un buen disciplinador". Trimble emprendió una campaña de envío de cartas desde su cama de enfermo para obtener su ascenso y desafiar la afirmación de Jackson. Escribió al ayudante general Samuel Cooper: "Si voy a tener un ascenso, lo quiero de inmediato y pido especialmente que mi fecha sea a partir del 26 de agosto, la fecha de la captura de Manassas". (Durante este periodo, Trimble también discutió con el general de división J.E.B. Stuart sobre sus informes contradictorios de la batalla y sobre quién era el principal responsable de la toma del depósito de suministros de la Unión).
Trimble fue finalmente ascendido a general de división el 17 de enero de 1863, y se le asignó el mando de la antigua división de Jackson, pero siguió sin poder mandar en el campo de batalla debido a su salud. En la batalla de Chancellorsville, el general de brigada Raleigh E. Colston, como general de brigada de mayor rango, comandó la división de Trimble. Una reaparición de la enfermedad le obligó a ceder el mando de su división en el Segundo Cuerpo al general de división Edward "Allegheny" Johnson y fue asignado a tareas ligeras como comandante del Distrito del Valle en el Valle de Shenandoah el 28 de mayo de 1863.
En junio de 1863, el Ejército de Virginia del Norte del general Robert E. Lee había cruzado el río Potomac en la campaña de Gettysburg. Trimble estaba desesperado por volver a la acción, sobre todo porque conocía la zona por sus días en el ferrocarril. Se unió al cuartel general de Lee sin ser solicitado, y se agotó en su estancia sin una asignación formal. Viajando hacia el norte, alcanzó al teniente general Richard S. Ewell en el camino a Harrisburg, Pensilvania, y se unió a su personal como supernumerario, u oficial superior sin mando. Él y Ewell discutieron con frecuencia debido a este torpe acuerdo y a la falta de tacto de Trimble.
En la batalla de Gettysburg, el segundo cuerpo de Ewell llegó al campo de batalla a primera hora de la tarde del primer día, el 1 de julio de 1863, aplastando al XI cuerpo de la Unión y conduciéndolo hacia el sur a través de la ciudad hasta Cemetery Hill. Trimble escribió lo siguiente sobre su encuentro con Ewell:

La batalla había terminado y la habíamos ganado con creces. El general Ewell se movía inquieto, bastante excitado, y me pareció que no estaba decidido qué hacer a continuación. Me acerqué a él y le dije: "Bueno, general, hemos tenido un gran éxito; ¿no va a continuar con él y aumentar nuestra ventaja?"

Me contestó que el general Lee le había dado instrucciones de no iniciar un combate general sin órdenes, y que esperaría a recibirlas.
Le dije: "Eso no se aplica al estado actual de las cosas, pues ya hemos librado una dura batalla y deberíamos asegurar la ventaja obtenida". No hizo ninguna réplica, pero estaba muy lejos de la compostura. Quedé profundamente impresionado con la convicción de que era un momento crítico para nosotros e hice un comentario en ese sentido.
Como no parecía haber ningún movimiento inmediato, cabalgué hacia nuestra izquierda, al norte de la ciudad, para hacer un reconocimiento, y me llamó la atención la colina boscosa al noreste de Gettysburg (Culp's), a media milla de distancia, y con una elevación que permitía dominar el país a lo largo de varias millas, y que dominaba Cemetery Hill por encima de la ciudad. Al volver a ver al general Ewell, que todavía estaba muy avergonzado, le dije: "General, allí", señalando la Colina de Culp, "hay una eminencia de posición de mando, y no está ocupada ahora, como debería estarlo por nosotros o por el enemigo pronto. Le aconsejo que envíe una brigada y la mantenga si vamos a permanecer aquí". Dijo: "¿Estás seguro de que domina la ciudad?" [Respondí:] "Ciertamente lo hace, como puede ver, y deberíamos mantenerlo de inmediato". El general Ewell respondió impacientemente y la conversación se interrumpió.

- Isaac R. Trimble, Southern Historical Society Papers.

Los observadores han informado de que la "respuesta impaciente" fue: "Cuando necesito el consejo de un oficial subalterno, generalmente lo pido". También afirmaron que Trimble arrojó su espada con disgusto y se marchó enfadado. Una versión más colorida de este relato ha sido inmortalizada en la novela de Michael Shaara, Los ángeles asesinos.

El 3 de julio de 1863, Trimble fue uno de los tres comandantes de división en la Carga de Pickett. Intervino para sustituir al general de división W. Dorsey Pender, del cuerpo del teniente general A.P. Hill, que había sido herido de muerte el día anterior. Trimble estaba en gran desventaja porque nunca había trabajado con estas tropas. Su división participó en la sección izquierda del asalto, avanzando justo detrás de la división liderada por el general de brigada J. Johnston Pettigrew (antes por el general de división Henry Heth). Trimble montaba su caballo, Jinny, y fue herido en la pierna izquierda, la misma pierna que fue alcanzada en el Segundo Bull Run. A pesar de sentirse débil, el general de 61 años fue capaz de caminar de vuelta a la línea confederada en la cresta de Seminary Ridge. El Dr. Hunter McGuire le amputó la pierna, y Trimble no pudo ser llevado junto con los confederados en retirada, por miedo a la infección que supondría un largo viaje en ambulancia de vuelta a Virginia, por lo que fue dejado al cuidado de una familia en Gettysburg el 6 de julio mientras el ejército se retiraba. Trimble se quejó amargamente de que si le hubieran amputado la pierna en el Segundo Bull Run, la bala no le habría alcanzado en esta ocasión. Fue tratado en el hospital del Seminario de Gettysburg hasta agosto. Sobre la carga del tercer día de Gettysburg, Trimble dijo: "Si los hombres que tuve el honor de comandar ese día no pudieron tomar esa posición, todo el infierno no podría tomarla".

Gettysburg marcó el final de la carrera militar activa de Trimble. Pasó el siguiente año y medio en manos de los federales en Johnson's Island y Fort Warren. Se recomendó su libertad condicional poco después de la captura, pero el ex secretario de guerra de los Estados Unidos, Simon Cameron, lo desaconsejó, citando el conocimiento experto de Trimble sobre los ferrocarriles del norte. En marzo de 1865, el teniente general Ulysses S. Grant ordenó que Trimble fuera enviado a City Point, Virginia, para su intercambio, pero cuando llegó allí, el ejército de Robert E. Lee ya se estaba retirando en la campaña de Appomattox. Trimble fue finalmente puesto en libertad condicional en Lynchburg, Virginia, el 16 de abril de 1865, justo después de la rendición de Lee.

## Vida y legado postguerra
Después de la guerra, Trimble, equipado con una pierna artificial, regresó a Baltimore, Maryland, para reanudar su trabajo como ingeniero. Murió en Baltimore y está enterrado allí en el cementerio de Green Mount, siendo posiblemente el residente más famoso de Maryland que luchó por la Confederación. En 1849, Trimble construyó la histórica estación de la calle President de Baltimore. Se trata de la estación de tren más antigua de una gran ciudad en Estados Unidos, y fue restaurada en 1997 para que sirviera de Museo de la Guerra Civil de Baltimore.

## En la cultura popular
Isaac Trimble fue interpretado por el actor W. Morgan Sheppard en las películas Gettysburg y Dioses y generales.

## Lecturas complementarias
- Trimble, David C. Furious, Insatiable Fighter: A Biography of Maj. Gen. Isaac Ridgeway Trimble, C.S.A. Lanham, MD: University Press of America, 2005. ISBN 0-7618-3251-3.
- Tucker, Leslie R. Major General Isaac Ridgeway Trimble: Biography of a Baltimore Confederate. Jefferson, NC: McFarland & Co., 2005. ISBN 978-0-7864-2131-2.

- Datos: Q922066
- Multimedia: Isaac R. Trimble / Q922066